# Estado Kayah
El Estado Kayah, o Estado de Kayah también llamado antes Karenni es un estado de Myanmar. Se encuentra en el oriente del país y limita al norte con el estado de Shan, al este con la provincia tailandesa de Mae Hong Son y al sur y el oeste con el estado de Kayin. Su superficie ocupa 11.670 km². La capital del estado es Loikaw (a veces escrito Loi-kaw). La población es de unos 286.000 habitantes (estimación para 2014), la mayor parte de los cuales pertenecen al grupo étnico Karenni.

## Demografía
Los etnógrafos dicen que hay entre siete y diez grupos "nativos" en el estado de Kayah (sin incluir los subgrupos). Además, los Shan, Intha y Bamar viven en el norte y en las colinas de Pa-o. Se conoce a cada grupo por más de un nombre. La etnicidad es un asunto complejo en Kayah, que la situación política actual convierte en más complejo aún. 
1. Karenni (Karen rojo)
2. Padaung (Kayan)
3. Bwe
4. Geba (Karen blanco)
5. Manumanaw
6. Yantale
7. Zayein (Lahta)
8. Geko
9. Yinbaw
10. Paku

## Organización
La capital del estado es Loikaw. El estado se divide en 4 distritos (Bawlake, Kantarawaddy, Kyebog y Mong Pai).

## Economía
La economía del estado de Kayah se basa principalmente en la extracción. El principal cultivo es el arroz, otros de los destacables son el maíz, el sésamo y el ajo. Entre los productos minerales destacan el alabastro, el latón y el tungsteno.
El estado de Kayah State tiene en teoría potencial turístico si la situación política mejora. En la actualidad sólo está abierto a los forasteros con un permiso especial, que puede ser difícil de obtener. El gobierno central sólo controla de modo efectivo Loikaw y zonas de la mitad occidental del estado.

## Organización territorial
El estado comprende 2 distritos con 7 municipios: